# Senecio gallicus
Senecio gallicus là một loài thực vật có hoa trong họ Cúc. Loài này được Vill. miêu tả khoa học đầu tiên năm 1785.